# 담부
담부(자르마어·하우사어: dambu)는 니제르와 베냉을 비롯한 서아프리카 지역의 전통 곡물 요리이다. 쌀이나 옥수수 등 곡물을 잘게 부수어 쿠스쿠스처럼 찐 다음 모링가 잎과 섞어 내는 음식으로, 원래는 자르마·송하이 사람들의 음식이며, 하우사 요리의 일부가 되기도 하였다. 아웃도어링이나 결혼식, 세례식 등 행사 때 흔히 내는 음식이며, 니제르의 국민 음식이기도 하다.

## 이름
하우사어에서는 명사 "담부(dambu)"에 복합명사를 만드는 접사 "-ㄴ(-n)"을 붙이고 "쌀"을 뜻하는 명사 "신카파(shinkafa)"나 "옥수수"를 뜻하는 명사 "마사라(masara)"를 연결해, 각종 재료로 만든 담부를 "담분 신카파(dambun shinkafa)"나 "담분 마사라(dambun masara)" 등으로 구분한다.

## 만들기
모링가 잎은 부드러워질 때까지 물에 삶아 익힌 다음,식으면 물기를 짜 둔다. 쌀 등 곡물을 세몰리나처럼 잘게 부순 것이 주재료이다. 쌀을 사용할 경우, 쌀가루를 빻은 다음 체에 쳐서 고운 가루와 세몰리나처럼 굵은 것을 분리하고, 후자를 백설기용 습식 쌀가루 만들 때처럼 손으로 비비며 물에 적신다. 물과 기름, 소금을 넣고 잘 비빈 다음, 쿠스쿠스기나 다른 찜기에 찐다. 몇 분 찌고 꺼내 물에 다시 적시고, 다시 몇 분 찌고 꺼내 물에 적셔 가며 익힌다. 쌀이 다 익으면 모링가 잎을 섞는다. 기름에 양파와 마늘을 소금 넣고 볶은 것을 기름과 함께 담부에 넣어 섞기도 한다. 가바 가바 등과 함께 낸다.

## 같이 보기
- 담분 나마